# Tursko

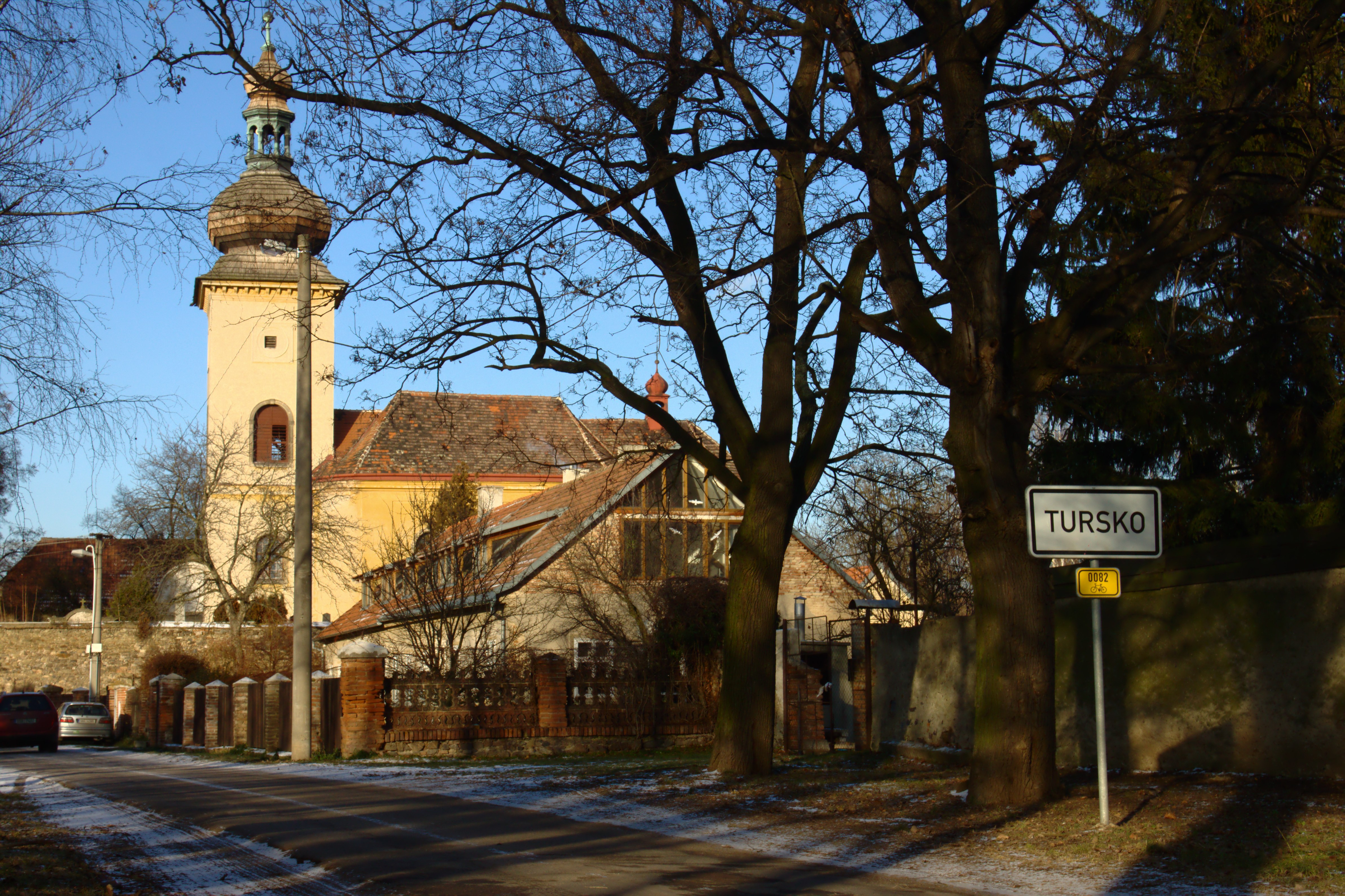
Kirche des hl. Martin

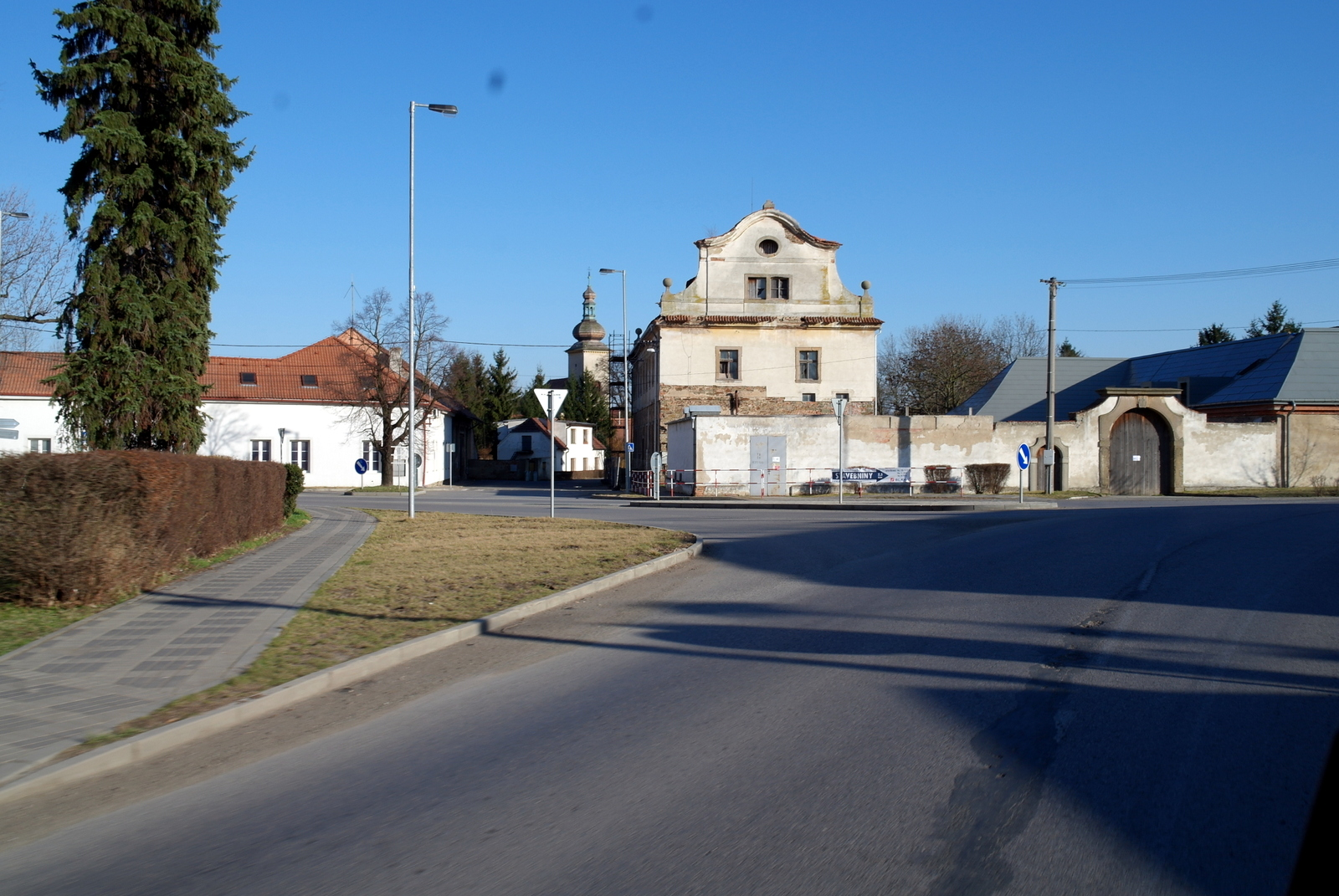
Ausspanne

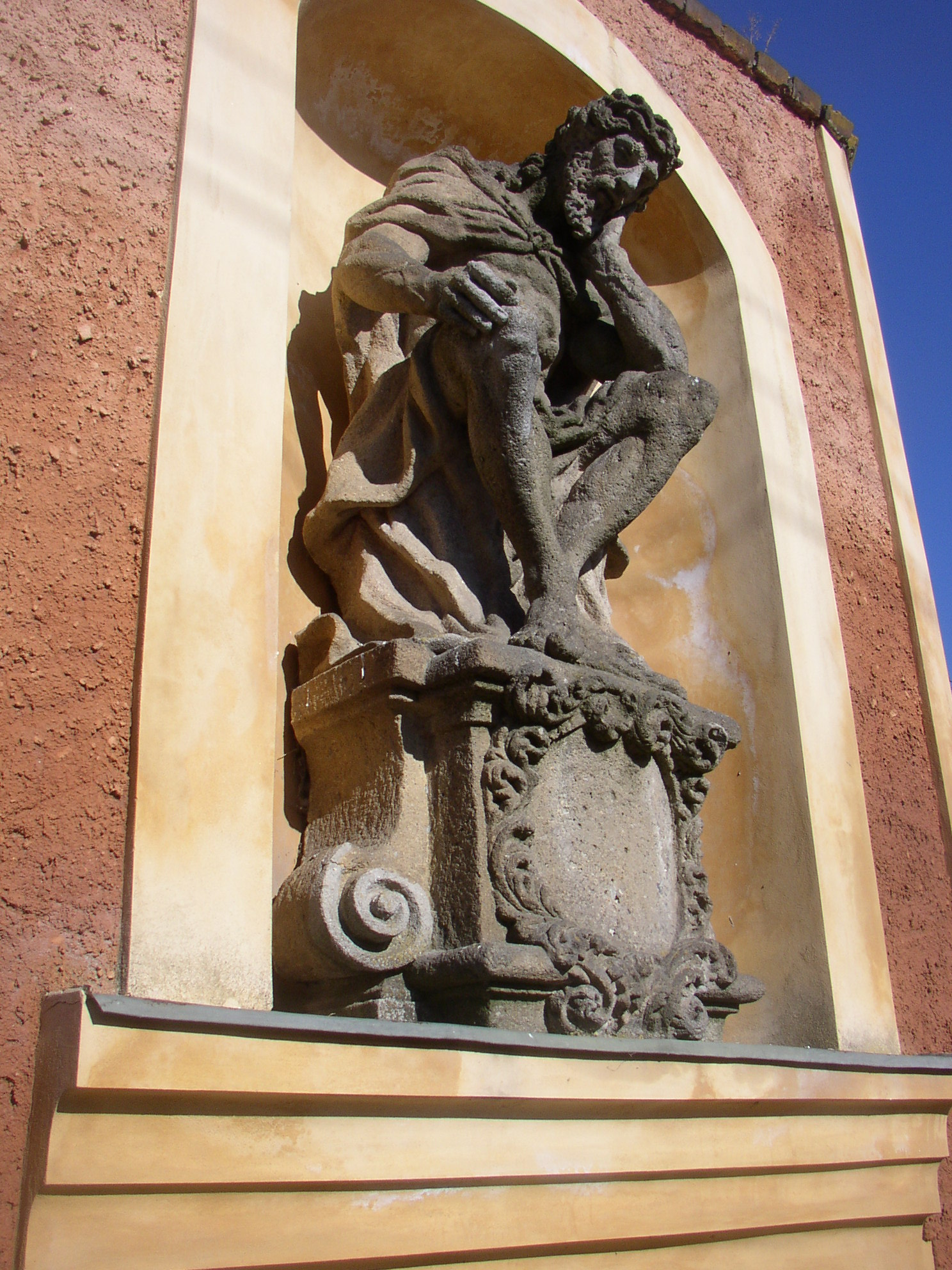
Statue Ecce Homo

Tursko ist eine Gemeinde in Tschechien. Sie liegt 14 Kilometer nordwestlich des Stadtzentrums von Prag und gehört zum Okres Praha-západ.

## Geographie
Tursko befindet sich linksseitig der Moldau auf der Prager Hochfläche (Pražská plošina) im Quellgebiet des Baches Turský potok. Nordöstlich erhebt sich der Na Skalce (311 m), im Südosten der Krliš (308 m) und südwestlich der Ers (345 m). Durch Tursko verläuft die Staatsstraße II/240 zwischen Kralupy nad Vltavou und Prag.
Nachbarorte sind Debrno und Dolany im Norden, Těšina und Dolánky im Nordosten, Libčice nad Vltavou, Chýnov und Letky im Osten, Husinec und Řež im Südosten, Úholičky und Velké Přílepy im Süden, Kamýk, Svrkyně, Nový Mlýn und Hole im Südwesten, Kováry, Mozolín und Trněný Újezd im Westen sowie Kozinec, Holubice und Minice im Nordwesten.

## Geschichte
Archäologische Funde belegen eine frühzeitliche Besiedlung des Gemeindegebietes. Auf dem Hügel Krliš wurde ein Gräberfeld der Aunjetitzer Kultur sowie einzelne Hügelgräber aus der Übergangszeit zwischen der Hallstatt- und Latènezeit aufgefunden. Auf dem Ers wurden ebenfalls eisenzeitliche Hügelgräber entdeckt.
Die Hochebene südlich des Krliš war möglicherweise am 10. Mai 863 Austragungsort der Schlacht auf dem Turzkoer Feld im legendären Wiesenkrieg zwischen den Stämmen der Tschechen und Lutschanen, in der nach der Chronica Boemorum in campo, qui dicitur Turzko die Truppen der Fürsten Neklan und Vlastislav aufeinandertrafen. Auf dem Kataster von Úholičky im Gelände der Deponie des Unternehmens REGIOS ist der Flurname Na zabitém überliefert.
Die erste schriftliche Erwähnung des Dorfes Crenuc (tschechisch Črunc) erfolgte im Jahre 1100 im Zusammenhang mit einer Schenkung des Vršovci-Fürsten Nemoj an das Kapitel auf dem Vyšehrad. Der historische Ortsname wird von einem Vladikegeschlecht Črunta hergeleitet, andere Auslegungen leiten den Namen von der keltischen Gottheit Cernunnos ab. In einem Schriftstück des Klosters Insula aus dem Jahre 1205 wurde das Dorf als villa Crynucy, Naturscye bezeichnet. Dies ist zugleich die erste sichere Zuordnung der Lokalität Tursko als lokale Bezeichnung für die Hochebene zwischen dem Zákolanský potok und der Moldau. Bohuslava von Černuc, die Witwe des Sulislav Zvěst von Pnětluky schenkte die Güter Černuc und Kralup im Jahre 1237 dem Prager Spital des hl. Franziskus an der Brücke der Kreuzherren mit dem Roten Stern. Zuvor hatte Königin Konstanze dem Spital 1236 das Dorf Vrbno überlassen. Im Jahre 1337 kaufte der Kreuzherren-Großmeister Ulrich noch das Dorf Dolan von Jesko Prosinka hinzu. Zu Beginn des 15. Jahrhunderts wurde der Ortsname Černuc in Tursko geändert, möglicherweise zur besseren Unterscheidung von einem weiteren Dorf Černuc in der Gegend. Während des Dreißigjährigen Krieges brannten im Jahre 1637 schwedische Truppen das gesamte Dorf nieder. Ab 1649 begannen die Kreuzherren mit dem Wiederaufbau des ruinierten Dorfes. Im Jahre 1661 entstand ein ausgedehnter Wirtschaftshof. Zwischen 1698 und 1700 wurde eine neue Kirche errichtet. Ein Teil des Hofes wurde 1725 zu einer barocken Residenz umgestaltet.
Im Jahre 1843 hatte das Gut Tursko eine Nutzfläche von 2347 Joch 322 Quadratklafter; sein Gebiet umfasste die Dörfer Tursko und Kralup sowie 17 Häuser von Wrbno (Vrbno), 15 Häuser von Dolan und zwei Häuser von Hořín, in denen insgesamt 765 Menschen, darunter eine Israelitenfamilie lebten. Das an der Welwarner Straße gelegene Dorf Tursko bestand aus 56 Häusern mit 592 Einwohnern. Unter herrschaftlichem Patronat standen die Pfarrkirche St. Martin, die Pfarrei und die Schule. Außerdem gab es in Tursko ein herrschaftliches Schloss mit der Wohnung des Amtsverwalters, einen dominikalen Meierhof mit Schäferei sowie zwei Wirtshäuser. Abseits lag die aus einem Wirtshaus, einer Chaluppen und einen Dominikalhäuschen bestehende Einschicht Těssina (Těšina). Tursko war Pfarrort für Těssina. Bis zur Mitte des 19. Jahrhunderts blieb Tursko Amtsdorf des gleichnamigen Kreuzherrengutes.
Nach der Aufhebung der Patrimonialherrschaften bildete Tursko ab 1850 eine Gemeinde im Bezirk und Gerichtsbezirk Smíchov. 1927 wurde die Gemeinde dem Bezirk Praha-venkov und dem Gerichtsbezirk Praha-západ zugeordnet. Ab 1929 gehörte Tursko zum Gerichtsbezirk Praha-sever. Das Dorf hatte im Jahre 1932 ca. 700 Einwohner. 1942 wurde Tursko Teil des neu gebildeten Bezirkes Praha-venkov-sever. Nach dem Ende des Zweiten Weltkrieges kam Tursko zum Gerichtsbezirk Praha-západ. Seit 1949 gehört die Gemeinde zum Okres Praha-západ. In der zweiten Hälfte des 20. Jahrhunderts verfiel der Kreuzherrenhof und wurde größtenteils abgebrochen.

## Partnergemeinde
- Fromont, Frankreich

## Gemeindegliederung
Für die Gemeinde Tursko sind keine Ortsteile ausgewiesen. Zu Tursko gehört die Ansiedlung Těšina.

## Sehenswürdigkeiten
- Barocke Kirche des hl. Martin, erbaut 1698–1700 anstelle eines im Dreißigjährigen Krieg zerstörten Vorgängerbaus. In einer Nische der Außenmauer befindet sich die Statue Ecce Homo.
- Kreuzherrenresidenz, der Barockbau wurde um 1725 errichtet.[3] Später diente der Bau als Poststation und Ausspanne.
- Denkmal für die Gefallenen des Ersten Weltkrieges, geschaffen 1922 vom Bildhauer Emanuel Julian Kodet
- Zwei geschützte Eschen an der Straße nach Velké Přílepy
- Bildstock zwischen Tursko und Úholičky

## Söhne und Töchter der Gemeinde
- Wenzel Bielczizky (1818–1865), österreichischer Tenor und Theaterdirektor
- Václav Bělohradský (1844–1896), Pathologe